# Euriphene itanii
Euriphene itanii är en fjärilsart som beskrevs av Robert H. Carcasson 1964. Euriphene itanii ingår i släktet Euriphene och familjen praktfjärilar. Inga underarter finns listade i Catalogue of Life.